# Bazar złych snów
Bazar złych snów – zbiór opowiadań autorstwa Stephena Kinga, opublikowany w 2015 roku. Polskie wydanie zostało wyprodukowane nakładem wydawnictwa Prószyński i S-ka tego samego roku.

## Spis opowiadań
Zbiór składa się z poniższych opowiadań
- 130. kilometr (Mile 81)
- Premium Harmony (Premium Harmony)
- Batman i Robin wdają się w scysję  (Batman and Robin Have an Altercation)
- Wydma (The Dune)
- Wredny dzieciak (Bad Little Kid)
- Śmierć (A Death)
- Kościół z kości  (The Bone Church)
- Moralność (Morality)
- Życie po życiu  (Afterlife)
- Ur (Ur)
- Herman Wouk jeszcze żyje (Herman Wouk Is Still Alive)
- Kiepskie samopoczucie (Under the Weather)
- Billy Blokada (Blockade Billy)
- Pan Ciacho (Mister Yummy)
- Tommy (Tommy)
- Zielony Bożek Cierpienia (The Little Green God of Agony)
- Ten autobus to inny świat (That Bus Is Another World)
- Nekrologi (Obits)
- Pijackie fajerwerki (Drunken Fireworks)
- Letni grom (Summer Thunder)